# Ellerburg

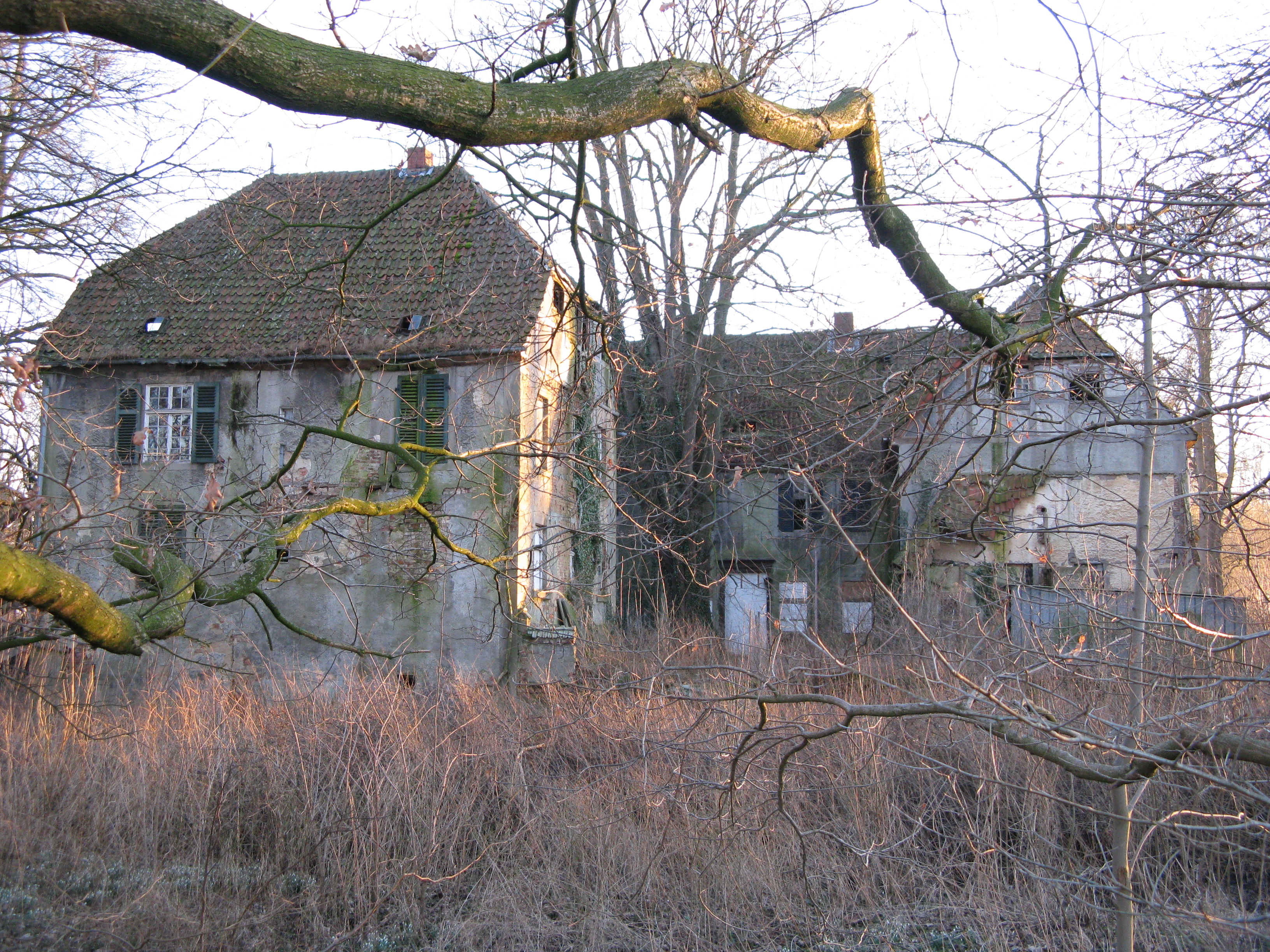
Ellerburg

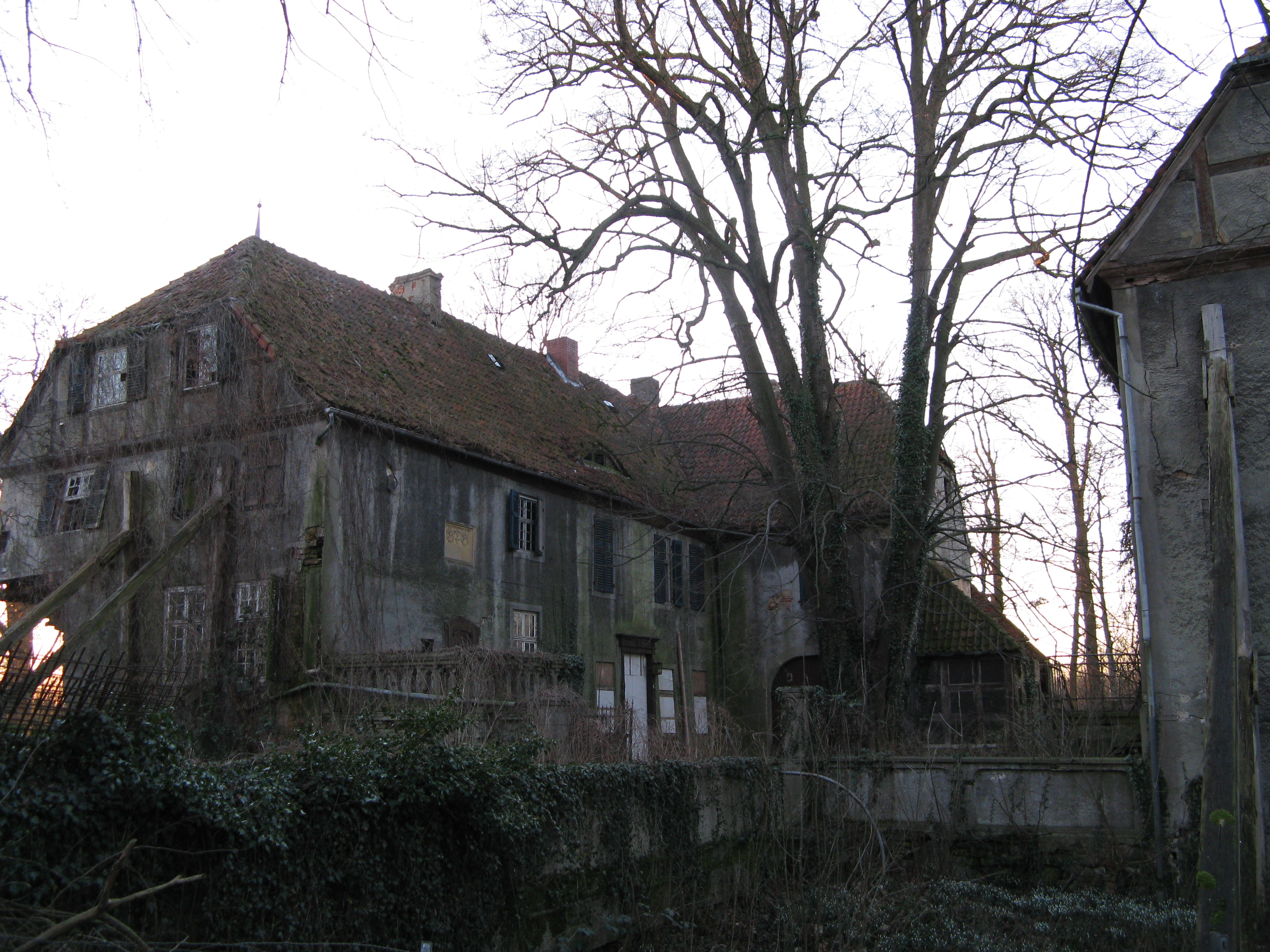
Ellerburg

Die Ellerburg  war eine Wasserburg in der Ortschaft Fiestel der Stadt Espelkamp im Kreis Minden-Lübbecke. Die Burganlage lag östlich der Großen Aue und nördlich des Mittellandkanals am Übergang der Alsweder Niederung zur Rahdener Geest und war rund vier Hektar groß. Ihre Gebäude waren stark verfallen und einsturzgefährdet und wurden daher bis auf die Grundmauern abgetragen.
Das Naturschutzgebiet Ellerburger Wiesen besteht weitgehend aus ehemaligen landwirtschaftlichen Flächen des Gutes.

## Geschichte
Das Gut wurde 1475 erstmals erwähnt. Damaliger Eigentümer war Hardecke von Münch/Monick. Im Jahre 1510 wurde das Gut unter den beiden Söhnen aufgeteilt. Neben der Ellerburg handelte es sich um das benachbarte Schloss Benkhausen. Kaiserliche und schwedische Truppen standen sich 1633 in einem Gefecht um die Burg gegenüber.
Nach langem Streit gelangte die Ellerburg in weiblicher Erbfolge an die Familie von Ripperda. Die Familie breitete sich über das östliche Holland und das Emsland bis ins Bistum Minden (Ellerburg) aus. Dies gelang nicht zuletzt durch gezieltes Heiraten. Der preußische Offizier Friedrich Wilhelm Freiherr von Ripperda ließ um 1795 die Gebäude neu erbauen. Zeitweise war er in der Festung Minden stationiert.
Da die Familie von Ripperda in finanzielle Schwierigkeiten gekommen war, erwarb der ehemalige Mindener Regierungspräsident Freiherr Karl von der Horst 1825 das Gut, obwohl er selbst wegen derangierter Vermögensverhältnisse am 24. Februar 1825 in den einstweiligen Ruhestand versetzt worden war. Sein Sohn Adolf von der Horst übte das Amt des Landrats des Kreises Lübbecke von 1838 bis 1870 vorwiegend von der Ellerburg aus. Ab 1840 wohnte er jedoch auf Schloss Hollwinkel. Bis in die 1990er Jahre war das Gut im Besitz der Familie von der Horst und wurde anschließend Eigentum der Stadt Espelkamp.
Nachdem sich verschiedene Initiativen für den Erhalt der seit längerem einsturzgefährdeten Gebäude eingesetzt hatten, wurde im März 2012 der Abriss der Gebäude beschlossen. Die Parkanlage und Teile der Ruine sollten erhalten bleiben.
Im Mai 2014 wurde die Burg bis auf die Grundmauern niedergelegt.

### Gutsbezirk Ellerburg
In den 1840er Jahren wurde im Amt Alswede des Kreises Lübbecke der Gutsbezirk Ellerburg aus der Gemeinde Alswede ausgegliedert.
Zum 1. Oktober 1928 wurde er wieder aufgelöst und in die damaligen Gemeinden Alswede (größerer Teil) und Hedem eingemeindet.

## Gebäude und Park

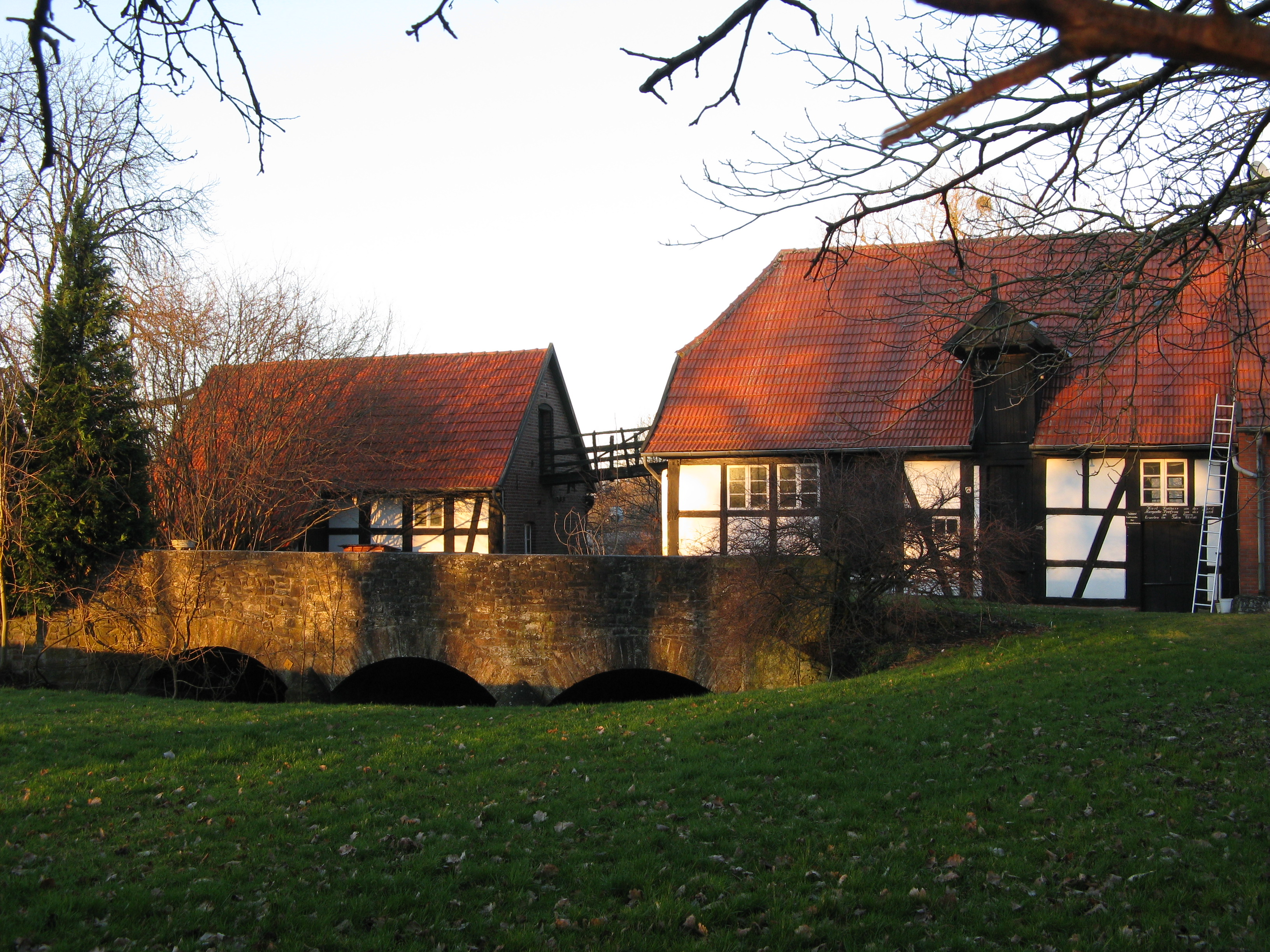
Ellerburger Mühle

Ursprünglich lag das Herrenhaus auf einer kleinen Gräfteninsel. Der Hof war über eine repräsentative Steinbrücke zu erreichen. Zum Gut gehörte die nördlich des Herrenhauses gelegene „Ellerburger Mühle“. 1595 übertrug sie Johann Monnich zur Ellerburg zwecks Abgleich seiner Schulden Curdt von Aßweide, Senior des Domkapitels zu Minden. Die Wassermühle, die vom aufgestauten Umfluter der Großen Aue getrieben wurde, ist Bestandteil der Westfälischen Mühlenstraße.
Eine Kastanienallee, die am Südostrand des Geländes verläuft, verband ursprünglich die Ellerburg mit dem Schloss Hollwinkel. Im Bereich des Gebäudes stehen drei sehr alte Linden, besonders hervorzuheben die etwa 400 Jahre alte Linde im Burghof.